# Marcha (gångart)

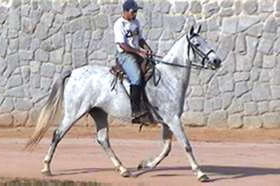
Denna mangalarga marchador-häst genomför marchagångarten och här syns momentet där tre hovar sätts i marken samtidigt.

Marcha är en gångart hos hästar som uteslutet finns hos hästraserna mangalarga marchador och campolina från Brasilien. Det finns två olika undergrupper i marcha, marcha picada och marcha batida. Campolinans gångart kallas marcha verdadeira (sann marcha) och skiljer sig något från den vanliga marchan.
Marcha batida heter gångarten när hästen rör benen diagonalt som i passgång och marcha picada när hästen rör benen lateralt som i trav. Gemensamt för de båda är att hästen under ett tillfälle har tre hovar i marken samtidigt, något som är ovanligt hos andra gångarter och som saknas i den marcha som Campolinan innehar. Gångarten sägs ha nedärvts från den gamla spanska jenneten.
Marcha-gångarten är snabb och vägvinnande och är väldigt bekväm för ryttaren då stötarna är minimala.